# The Lords of Altamont

The Lords of Altamont est un groupe américain de hard rock, rock psychédélique et garage rock, originaire de Los Angeles, en Californie. 

## Historique
Lords of Altamont est formé à la fin de 1999 par le claviériste Jake Cavaliere (qui fut pendant dix ans le manager des Cramps) et le guitariste Johnny Devilla, deux musiciens issus des Fuzztones et des Bomboras. Le nom du groupe fait référence au festival d'Altamont qui se déroula en Californie en 1969 et qui fut endeuillé par la mort d'un spectateur, tué par un membre des Hells Angels censés assurer la sécurité du concert. Cet évènement est considéré comme l'acte de décès du Flower Power. 
Jake Cavaliere, dont le surnom est The Preacher (Le Prédicateur) est un motard élevé dans la culture des clubs de moto outlaw et des films de bikers. Il s'est imprégné de l'univers des clubs de motos américains lors de la formation du groupe. Ainsi chaque musicien du groupe porte une veste de motard avec le logo du groupe et le traditionnel surnom. Lords Of Altamont est une formation structurée autour de son leader Jake « The Preacher » Cavaliere, chanteur et organiste, accompagné par des guitaristes, bassistes et batteurs qui se sont sans cesse succédé depuis la création du groupe. En 2014, le guitariste était Dani « Sin » Sindaco et le bassiste Rob « Garbage Man » Zim. Lords Of Altamont a la particularité d'être un groupe américain qui effectue de longues tournées en France où il rencontre une certaine popularité.

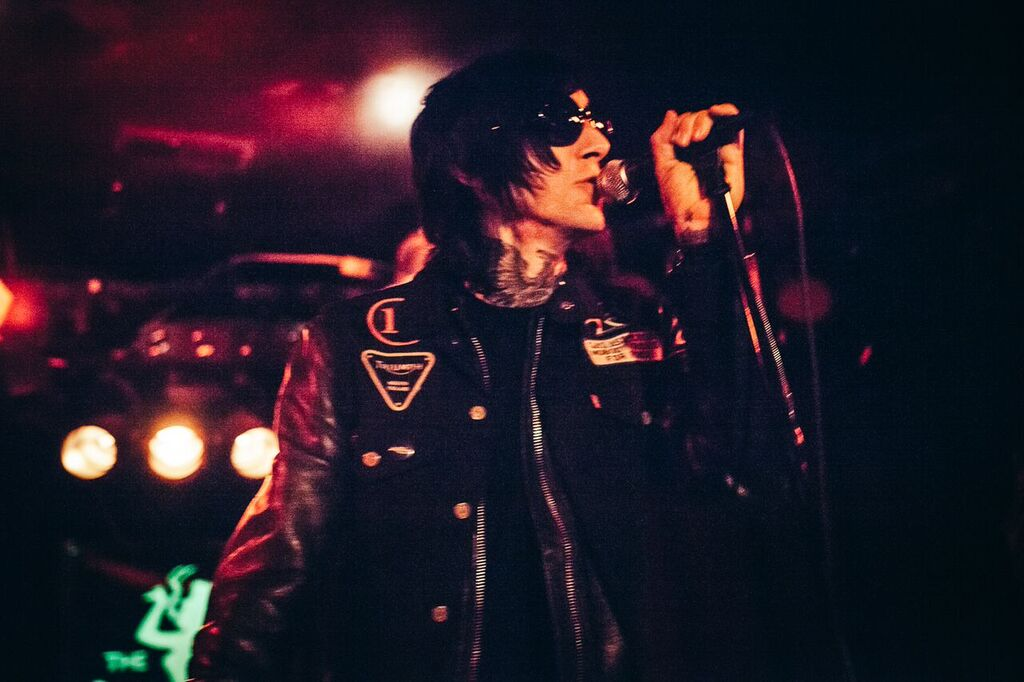
Lords of Altamont. Jake Cavaliere. 11 Décembre 2015.

## Discographie

### Albums studio
- 2002 : To Hell With the Lords of Altamont  (Sympathy for the Record Industry)
- 2005 : Lords Have Mercy (Fargo Records / Gearhead Records)
- 2008 : The Altamont Sin (Gearhead Records)
- 2011 : Midnight to 666 (Fargo Records)
- 2014 : Lords Take Altamont  (Gearhead Records)
- 2017 : The Wild Sounds of the Lords of Altamont  (Heavy Psych Sounds Records)
- 2021 : Tune in Turn on Electricity  (Heavy Psych Sounds Records)
- 2023 : To Hell With Tomorrow The Lords Are Now  (Heavy Psych Sounds Records)